# Vicedomino de Vicedominis
Vicedomino de Vicedominis (cerca de 1210 - 6 de setembro de 1276 em Viterbo) foi um cardeal nascido em Itália, e cardeal-sobrinho do Papa Gregório X, seu primo, que o elevou a cardeal em 3 de junho de 1273. De 1257 a 1273 foi arcebispo de Aix, depois cardeal-bispo de Palestrina. Foi possivelmente Decano do Colégio dos Cardeais em julho de 1275.
De acordo com registos posteriores, atestados pela primeira vez no século XVII, na eleição papal que se seguiu à morte do Papa Adriano V teria sido eleito como seu sucessor em 5 de setembro de 1276 e tomado o nome de Gregório XI, mas faleceu no dia seguinte de manhã. A sua eleição não foi registada e nunca se fez a sua proclamação. A credibilidade desta história é contestada por historiadores modernos porque não é suportada por qualquer fonte contemporânea. Sua eleição não foi registrada por crônica alguma e também o Papa João XXI na bula que anunciou sua eleição não faz referência a isso. A necrologia medieval da catedral de Piacenza registra o seguinte: obiit Vicedominus quondam ep. Paenestrinus anno 1276..., sem nenhum tipo de alusão a sua eleição ao pontificado. Assim, a história do "Papa Eleito Gregório XI" é pouco provável de que seja certa.

## Biografia
Ele foi casado e teve dois filhos, mas depois que sua esposa morreu, entrou para a vida eclesiástica. Em 1241, ele já era reitor de Barjols. No mesmo ano, foi cônego do capítulo da catedral de Clermont. Em 1243, foi, simultaneamente, embaixador do conde da Provença em Gênova e em Avinhão, que na época era uma cidade livre. Foi cônego do capítulo da catedral metropolitana de Narbonne, Reitor de Grase e chantre de Béziers em 1251. Em maio de 1251, ele foi enviado com Gui Foucois como embaixador do novo conde da Provença, Carlos de Anjou, em Arles e Avinhão. Também foi capelão papal.
Foi eleito arcebispo de Aix em 22 de julho de 1257, recebendo a ordenação episcopal de Bertrand de Saint-Martin, O.S.B.. Celebrou um concílio provincial em 1261 e ocupou a sé até sua promoção ao cardinalato, mas nunca mais voltou a ele. Legado na Lombardia e Romagna em 1272.
Foi criado cardeal-bispo da sé suburbicária de Palestrina no Consistório de 3 de junho de 1273. Subscreveu as bulas papais emitidas de 7 de março de 1274 a 1 de abril de 1275. Participou do Segundo Concílio de Lyon em 1274. Recebeu o título de São Marcelo in commendam em 7 de junho de 1275 e no mês seguinte, teria sido nomeado Deão do Sagrado Colégio dos Cardeais.
Morreu durante a Eleição papal de agosto-setembro de 1276, em Viterbo. Foi inscrito na Ordem dos Frades Menores para que pudesse ser enterrado vestindo o hábito da ordem.

## Conclaves
- Conclave de janeiro de 1276 – participou da eleição do Papa Inocêncio V.[6]
- Conclave de julho de 1276 – participou da eleição do Papa Adriano V.[6]
- Eleição papal de agosto-setembro de 1276 – faleceu durante a eleição do Papa João XXI.[6]